# Grammatobothus polyophthalmus
 Grammatobothus polyophthalmus és un peix teleosti de la família dels bòtids i de l'ordre dels pleuronectiformes que habita des de les costes de l'Índia i Sri Lanka fins a les Filipines, prefectura d'Okinawa i el nord-est d'Austràlia i també al Golf Pèrsic. Pot arribar als 21 cm de llargària total.